# واتسلاو مارهول
واتسلاو مارهول (انگلیسی: Václav Marhoul؛ زادهٔ ۳۰ ژانویهٔ ۱۹۶۰) کارگردان و فیلم‌نامه‌نویس اهل جمهوری چک است.